# Danny Miki
Pour les articles homonymes, voir Miki.
Danny Miki est un encreur américain de bande dessinée travaillant depuis 1992 pour l'industrie du comic book de super-héros.

## Récompenses
- 2007 : Prix Harvey du meilleur encreur pour Les Éternels
- 2008 : Prix Inkwell de l'encouragement ; de l'encreur le plus prolifique ; du « MVP »
- 2015 : Prix Harvey du meilleur encreur pour Batman